# Mesotype mediofasciata
Mesotype mediofasciata är en fjärilsart som beskrevs av Leo Schwingenschuss 1920. Mesotype mediofasciata ingår i släktet Mesotype och familjen mätare. Inga underarter finns listade i Catalogue of Life.